# Japan Masters
Das Japan Masters (auch Kumamoto Masters) ist im Badminton eine offene internationale Meisterschaft von Japan. Das Turnier wurde erstmals im November 2023 ausgetragen.

## Die Sieger
| Jahr | Herreneinzel   | Dameneinzel              | Herrendoppel                        | Damendoppel            | Mixed                                        |
| ---- | -------------- | ------------------------ | ----------------------------------- | ---------------------- | -------------------------------------------- |
| 2023 | Viktor Axelsen | Gregoria Mariska Tunjung | He Jiting Ren Xiangyu               | Zhang Shuxian Zheng Yu | Zheng Siwei Huang Yaqiong                    |
| 2024 | Li Shifeng     | Akane Yamaguchi          | Fajar Alfian Muhammad Rian Ardianto | Liu Shengshu Tan Ning  | Dechapol Puavaranukroh Supissara Paewsampran |